# Auguste de Villiers de l'Isle-Adam
Pour les articles homonymes, voir Villiers et L'Isle-Adam (homonymie).
Ne doit pas être confondu avec Auguste Villiers.
Auguste de Villiers de l'Isle-Adam, dit le « comte », puis (à partir de 1846) le « marquis » de Villiers de l'Isle-Adam, est un écrivain français d'origine bretonne, né le 7 novembre 1838 à Saint-Brieuc et mort le 18 août 1889 à Paris 7e. Appelé Mathias par sa famille, simplement Villiers par ses amis, il utilise le prénom d'Auguste sur la couverture de certains de ses livres imprimés.
Ses œuvres les plus connues aujourd'hui sont ses Contes cruels (1883), L'Ève future, roman de science-fiction paru en 1886, et le drame Axël, annonçant le théâtre symboliste, et publié en volume dans sa version intégrale, l'année suivant sa mort.

## Biographie

### Famille
Auguste de Villiers de l'Isle-Adam, naît à Saint-Brieuc, au 2 de la rue Saint-Benoît, le 7 novembre 1838. Il est le fils unique de Joseph-Toussaint-Charles (né le 30 août 1802 à Maël-Pestivien, décédé le 1er décembre 1885) et de Marie-Françoise Le Nepvou de Carfort-Daniel de Kérinou, mariés civilement le 31 mai 1837, puis religieusement le 1er juin, dans l'Église catholique. La famille de l'écrivain est éteinte depuis 1901.
Après un long et pénible exil en Angleterre sous la Révolution et l'Empire, le grand-père de l'écrivain, Jean-Jérôme-Charles, dit Lily, fils de Charles-François, passe sa jeunesse au manoir de Kerohou en Maël-Pestivien, avant de s'embarquer à vingt ans pour l'Orient. Après plusieurs années de navigation, il s'installe au manoir de Penanhoas en Lopérec, dont il a hérité, devient chouan, et se fait grièvement blesser près de Quintin. Il doit quêter quelques subsides sous la Restauration, avant de recevoir 27 000 francs de l'État en 1826, après le vote du milliard des émigrés en 1825.
De son côté, le marquis Joseph-Toussaint-Charles, père de l'écrivain, a l'idée de fonder une sorte d'agence de recherche généalogique pour aider certains héritiers à récupérer leurs biens, après les bouleversements de la Révolution et de l'Empire. Toutefois, emporté par ses lubies, il se livre à des spéculations financières ruineuses et, en 1843, sa femme est contrainte de demander une séparation de biens (qui lui est accordée en 1846) pour préserver son héritage.

#### Une généalogie problématique
Selon sa généalogie, Villiers de l'Isle-Adam appartient à l'ancienne et illustre famille des Villiers, seigneurs de l'Isle-Adam. Toutefois, cette généalogie présente quelque faille qui, de son vivant déjà, ont provoqué des doutes, renforcés en 1928 par un article de Max Prinet paru au Mercure de France (v. p. 592). D'après lui, Villiers descendrait d'une famille de la noblesse de robe parisienne, et son premier ancêtre certain serait un Jean de Villiers, procureur des comptes au début du XVIIe siècle. Un autre Jean de Villiers, petit-fils du précédent, s'établit en Bretagne et devient le premier à ajouter à son nom le nom de la terre de « L'Isle-Adam » et à prétendre ainsi à une parenté supposée avec les seigneurs de l'Isle-Adam.
En réalité sa famille, non noble, n'a aucun lien avec l'illustre lignée médiévale de Villiers de L'Isle-Adam, ayant donné un grand maître de l'ordre de Saint-Jean de Jérusalem mais éteinte depuis 1534. C'est son arrière-arrière-arrière grand-père, l'enseigne de vaisseau Jean de Villiers (1667-1710), qui prit le nom « de Villiers de L'Isle-Adam » sans pour autant appartenir à l'illustre famille. Le premier ancêtre connu en ligne masculine des Villiers et Jean de Villiers, procureur des comptes au XVIIe siècle. Cette famille s'est éteinte en ligne masculine en 1901, à la mort de Victor (né Dantine) fils de l'écrivain. 
Plus tard Auguste de Villiers passera pour « un inquiétant mythomane » en revendiquant le trône de Grèce, poursuivant des critiques pour diffamation, se prétendant « prince du Saint-Empire, unique héritier du grand maître de Rhodes, fondateur de l'ordre de Saint-Jean de Jérusalem, grand d'Espagne depuis Charles Quint, 22 fois comte ».

### Études
En 1845, la famille s’installe à Lannion, chez la marraine et parente de la mère d'Auguste, Mlle de Kérinou. Entre 1847 et 1855, le jeune Villiers suit des études chaotiques dans diverses écoles de Bretagne ; dont le collège Saint-Charles de Saint-Brieuc, aujourd'hui également lycée et collège, puis il est interne au petit séminaire de Tréguier, puis à Rennes en 1848 (dans l’ancien collège Saint-Vincent de Paul), au lycée de Laval (1849-1850), de nouveau à Rennes, à Vannes (collège Saint-François-Xavier) en 1851, où il a pour condisciple le futur peintre James Tissot, et encore à Rennes. Dans ces intervalles, il aurait eu des précepteurs religieux à domicile. Toutefois, il se montre très doué pour le piano et découvre la poésie. En 1855, le marquis vend sa maison et ses terres, et emmène sa famille à Paris. Dans la capitale, Auguste fréquente quelques cafés d'artistes, quelques salons où son nom l'introduit, et y rencontre un certain succès. Il se lie ainsi avec Catulle Mendès et Jean Marras en 1860 et rencontre, à la Brasserie des Martyrs, François Coppée, Charles Baudelaire, Leconte de Lisle. Il commence à collaborer à quelques feuilles obscures. Toutefois, en 1856, son père est interné à la prison de Clichy pour dettes. En 1857, inquiets de ses fréquentations, les parents du jeune écrivain veulent l'envoyer faire une retraite à l'abbaye de Solesmes, dont le supérieur, Dom Guéranger, est un ami, ce qu'il refuse.

### Premiers écrits
Il publie son premier livre, Deux essais de poésie l'année suivante, puis commence une carrière de journaliste, en décembre 1859 avec deux articles de critique musicale dans La Causerie de Victor Cochinat. Le même mois, il fait paraître, à compte d'auteur, ses Premières poésies chez N. Scheuring à Lyon, qui passent inaperçues. En août 1862, il publie à compte d'auteur et à cent exemplaires, chez Dentu à Paris, le premier volume d'Isis, un roman dont la suite ne paraîtra jamais. Le 28 août, ses parents l'obligent à faire un séjour à Solesmes, où il demeure jusqu'au 20 septembre. En 1863, il noue une liaison avec Louise Dyonnet, une demi-mondaine, mère de deux enfants, et accomplit un séjour de quinze jours, en août, à Solesmes, où il rencontre Louis Veuillot. En 1864, alors qu'il rompt avec Louise Dyonnet, il fait la connaissance de Flaubert et se lie d'amitié avec Mallarmé ; son père fait une nouvelle fois faillite.

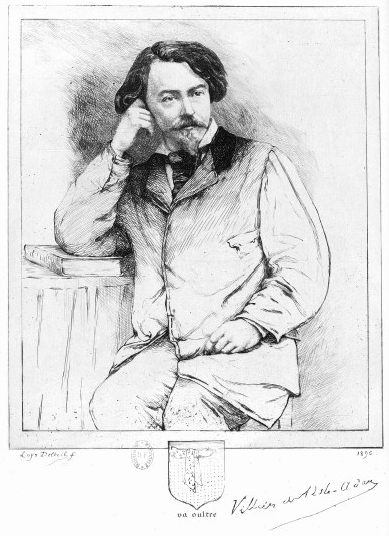
Gravure de Loÿs Delteil d'après la photographie de 1886 avec les armoiries et la signature de Villiers de l'Isle-Adam.

En mars 1866, il fait paraître chez Guyon Francisque à Saint-Brieuc Morgane, un drame en cinq actes qu'il destine au théâtre de la Gaîté, ainsi qu'une seconde édition d'Elën, drame de 1865. En mai, trois poèmes du premier fascicule du Parnasse contemporain sont de Villiers. De même, au printemps, il se fiance avec Estelle, la seconde fille de Théophile Gautier, dont l'aînée, Judith Gautier, vient d'épouser Catulle Mendès. Les fiançailles sont rompues en janvier 1867, les parents de Villiers refusent une telle mésalliance.
En octobre 1867, Villiers de l'Isle-Adam devient rédacteur en chef de la Revue des Lettres et des Arts, hebdomadaire que viennent de fonder les frères Thomas et Armand Gouzien. La revue paraît jusqu'en mars 1868 ; Villiers y publie une longue nouvelle, Claire Lenoir, et un conte, L'Intersigne. Parmi les collaborateurs de la revue, on compte Mallarmé, Verlaine, Banville, Mendès et les frères Goncourt. En septembre 1869 naît à Paris Jules Émile Leroy (1869-1911), fils de l'actrice Mathilde Leroy et de père inconnu, peut-être le fils naturel de Villiers[réf. nécessaire].
En janvier 1870, après un échec au théâtre du Gymnase, Alexandre Dumas fils parvient à faire accepter La Révolte de Villiers au Vaudeville, qui n'aura que cinq représentations en mai, et sera publiée chez Alphonse Lemerre, en juillet. Le même mois, Villiers joue un rôle important lors des manifestations insurrectionnelles qui suivent la mort du journaliste Victor Noir abattu par le prince Pierre-Napoléon Bonaparte.

### Wagner
Accompagné de Catulle Mendès et Judith Gautier, Villiers part en voyage en Suisse et en Allemagne en juin 1869. Partis pour rendre compte pour les journaux parisiens de l'Exposition universelle des Beaux-Arts à Munich, ils prévoient de voir les opéras de Richard Wagner et rencontrer le compositeur (ils séjournent chez lui, à Triebschen, près de Lucerne, à l'aller, puis au retour). Ils vont ensuite couvrir au théâtre de la Monnaie, à Bruxelles, la représentation en français de Lohengrin en mars 1870, avant de se rendre en juin à Weimar, pour un festival de la musique de Wagner. De là, ils vont à Munich pour voir La Walkyrie et s'arrêtent en juillet à Triebschen. Toutefois, ils doivent rentrer en France, lors du déclenchement des hostilités.

### Déchéance sociale
De retour à Paris, après un séjour d'un mois chez Mallarmé, à Avignon, Villiers prend le commandement des éclaireurs du 147e bataillon de la garde nationale. Pendant le siège de la capitale par les Allemands, il vit avec sa famille dans un dénuement complet. Lors du déclenchement de la Commune, il se montre enthousiaste, mais doit bientôt renier ses sympathies communardes. Durant l'été, en effet, il fait des démarches en vue d'être nommé attaché d'ambassade à Londres, qui échouent, ce qui complique la situation financière des Villiers, d'autant que, le 13 août 1871, Mlle de Kérinou, soutien de la famille, meurt ; comme elle avait mis tous ses biens en viager, la situation de la famille devient particulièrement précaire. Pour y remédier, Villiers entre en contact, en 1873, avec Anna Eyre Powell, une riche héritière anglo-saxonne, qui refuse finalement de l'épouser.

### Théâtre et journalisme
En janvier 1874, il propose Morgane au théâtre de la Porte-Saint-Martin, puis décide de refondre le drame sous un nouveau titre, Le Prétendant. En juillet 1875, il proteste dans Le Figaro contre le mélodrame Perrinet Leclerc (1832), qu'on vient de reprendre au théâtre du Châtelet, où son ancêtre, le maréchal Jean de Villiers de L'Isle-Adam, apparaît sous un jour peu favorable, avant d'intenter un procès en août, contre Édouard Lockroy, le seul des deux auteurs qui soit encore en vie. Le 1er août 1877, il est débouté de son procès et renonce à faire appel. Cependant, il apprend qu'un certain Georges de Villiers de L'Isle-Adam l'accuse d'usurper son nom ; il manque de le provoquer en duel quand il découvre que Louis XVIII, croyant à tort la branche des Villiers de L'Isle-Adam éteinte, avait autorisé un Villiers des Champs à « relever » le nom en 1815.
Pendant quelques semaines, au printemps 1879, paraît La Croix et l'Épée, un hebdomadaire légitimiste où Villiers joue un rôle important. Son drame Le Nouveau Monde paraît en librairie, chez Richard à Paris, au début de 1880, et son roman L'Ève future, auquel il travaille depuis 1877, est publié en feuilletons dans Le Gaulois en septembre. Mais, l'œuvre ne plaisant pas aux abonnés, le journal en interrompt bientôt la parution, et elle passe à L'Étoile française, un journal républicain, en décembre. Il en interrompt lui-même la publication juste avant la fin en février 1881.
Le 10 janvier 1881, Villiers est candidat légitimiste dans le XVIIe arrondissement aux élections pour le conseil municipal, mais il est battu avec 593 voix contre 2 147 voix au radical Severiano de Heredia et 112 voix au collectiviste Couturat. Le lendemain naît à Paris Victor-Philippe-Auguste, fils naturel de Villiers et de Marie Brégeras, née Dantine, veuve illettrée d'un cocher belge. Désormais, Villiers vit avec elle et éloigne ses projets de mariage. Le 12 avril 1882, la mère de Villiers meurt.

### Succès tardif
Le 9 février 1883 paraît le recueil Contes cruels, chez Calmann-Lévy. Dix jours après, au théâtre des Nations est créé Le Nouveau Monde, que le comte d'Osmoy, homme politique et écrivain, et le libraire Lalouette ont financé. Mais la pièce n'a finalement aucun succès, et doit être retirée au bout de dix-sept représentations. Cependant, Villiers collabore au Figaro à partir d'avril, puis à Gil Blas en août 1884. À cette époque, il se lie avec Léon Bloy et Joris-Karl Huysmans, qui entretient avec lui une correspondance littéraire, et qui publie À rebours, où Villiers apparaît comme l'un des auteurs préférés du héros, des Esseintes. Du 18 juillet 1885 au 2 mars 1886, La Vie moderne publie en feuilleton la version complète de L'Ève future, tandis que La Jeune France fait paraître en deux parties, en novembre 1885 et en juin 1886, la première publication complète d'Axël. Le 1er décembre 1885, le père de Villiers meurt à son tour, dans la misère. Enfin, L'Ève future est publiée en volume, à Paris, par Maurice de Brunhoff en mai 1886. De même, en mai 1887, la maison Tresse et Stock fait paraître le recueil Tribulat Bonhomet, qui comprend une version remaniée de Claire Lenoir. Puis, ce sont les Histoires insolites qui paraissent à la Librairie moderne en février 1888 et les Nouveaux Contes cruels à la Librairie illustrée en novembre que salue Huysmans et qui lui apportent le succès littéraire.

### Décès

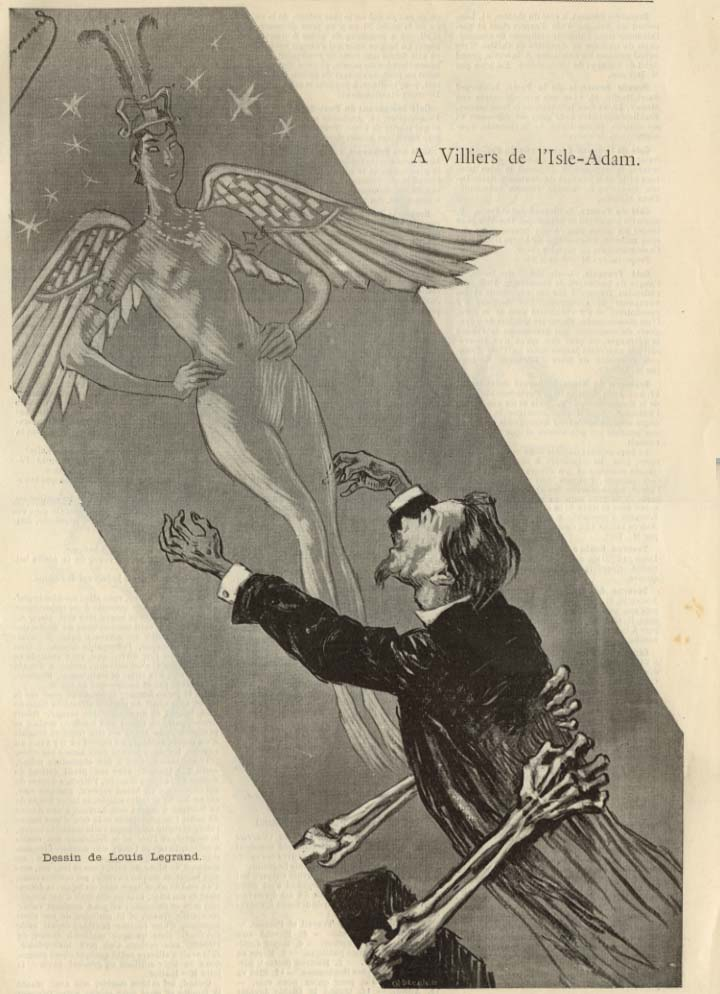
Hommage du graveur Louis Legrand à l'écrivain, paru dans Le Courrier français du 1er septembre 1935.

Atteint d'un cancer des voies digestives lors de l'hiver 1888-1889, Villiers ne peut plus travailler, et Mallarmé doit ouvrir une « cotisation amicale » parmi ses amis pour subvenir à ses besoins et à ceux de sa famille. Le 12 juillet 1889, il est transféré à la clinique des Frères Saint-Jean-de-Dieu, rue Oudinot, à Paris. Se sentant à l'article de la mort, il rédige, le 12 août, un testament où il reconnaît son fils Victor et épouse in extremis Marie Dantine, le 14 août, afin de légitimer son fils.
Juste avant de mourir, il aurait eu ces derniers mots passés à la postérité : « Eh bien, je m'en souviendrai de cette planète ! »[réf. nécessaire]. Mort le 18 août, il est inhumé au cimetière des Batignolles le 21 août. Plus tard, ses restes sont transférés au cimetière du Père-Lachaise (79e division), avec ceux de son fils, mort en 1901.
En 1890, Axël paraît chez Quantin et Chez les passants, recueil de chroniques et de contes orné d'un frontispice gravé par Félicien Rops, au Comptoir d'Édition, 14 rue Halévy à Paris.

## Hommages
Son ami Catulle Mendès le salue : « la France a perdu le plus hautain et le plus magnifique rêveur de ce siècle... Villiers de l’Isle-Adam a vécu dans le rêve, par le rêve pour le rêve. À aucun instant il n’a cessé d’être fidèle à l’étoile ! Et même, lorsque, dans les heures de jour, elle demeurait éteinte, il la retrouvait encore dans l’éblouissement et dans l’amour de l’avoir vue. Il passa parmi nous avec la constante préoccupation de l’en-deça ou de l’au—delà de l’humanité. »
Anatole France a dit de lui :

« Si ce dormeur éveillé a emporté avec lui le secret de ses plus beaux rêves, s’il n’a pas dit tout ce qu’il avait vu dans ce songe qui fut sa vie, du moins il a laissé assez de pages pour nous donner une idée de l’originale richesse de son imagination. Il faut le dire, à la confusion de ceux qui l’ignoraient tant qu’il a vécu : Villiers est un écrivain, et du plus grand style. Il a le nombre et l’image. Quand il n’embarrasse pas ses phrases d’incidences aux intentions trop profondes, quand il ne prolonge pas trop les ironies sourdes, quand il renonce au plaisir de s’étonner lui-même, c’est un prosateur magnifique, plein d’harmonie et d’éclat. »

En 1906, un projet de monument à sa mémoire prendra forme sans jamais voir le jour faute d'un financement entaché de fraudes et de malhonnêtetés,. Cependant en 1914 un buste à son effigie, réalisé par le sculpteur briochin Élie Le Goff, est inauguré par le président Raymond Poincaré au Parc des Promenades de Saint-Brieuc.
Une rue du 20e arrondissement de Paris porte son nom.

## Postérité

### Inspirateur du symbolisme
Cet auteur a joué un grand rôle dans la naissance du symbolisme français ; grand admirateur de Poe et de Baudelaire, d'Hegel, passionné de Wagner, il a été l'ami de Mallarmé.
Quoique aristocrate monarchiste et politiquement conservateur, Villiers est résolument moderne en esthétique littéraire.
Familier de l'irréel, il s'est intéressé à l'occultisme, à la survivance de l'âme.
Idéaliste impénitent, le rêve seul l'enchante et l'exalte, non sans s'accompagner d'une ironie sombre qui reste sa marque. Comme peut-être aucun autre écrivain, il a su allier « les deux modes en secret correspondants du rêve et du rire » (Mallarmé). Il tient cette conception du rêve de ses connaissances de l'Œuvre d'Edgar Poe.
Rémy de Gourmont l'a salué comme « le restaurateur de l'idéalisme littéraire ».
Axël, son œuvre testament, a été « la bible du théâtre symboliste ». La lecture d’Axël en 1890 engage Joséphin Péladan « à poursuivre la voie de la rénovation théâtrale ». Péladan, qui l'adapte à plusieurs reprises, fait de ce chef-d'œuvre le modèle de « l’art noble ».
Villiers a été, de l'aveu même des jeunes symbolistes, leur « initiateur en métaphysique », un « maître en philosophie ».

### Importance pour lessurréalistes
Villiers a fait partie des auteurs aimés par André Breton qui a inclus certains de ses textes dans son Anthologie de l'humour noir.

### Précurseur de lascience-fiction
Dans son roman L'Ève future, l'ingénieur Edison, son contemporain, invente une femme artificielle, Miss Hadaly, censée racheter l'Ève déchue[réf. nécessaire]. C'est d'ailleurs dans cet ouvrage fondateur pour la science-fiction que Villiers utilise le mot « Andréïde » (du grec andr- humain et -eides espèce / à l'image de) pour désigner une créature artificielle conçue comme la réplique d'un être humain, donnant ainsi son sens moderne à un terme qui désignait autrefois les automates. Cette créature inspirera le cinéaste Fritz Lang et la scénariste Thea von Harbou pour leur androïde dans Metropolis.

## Œuvres

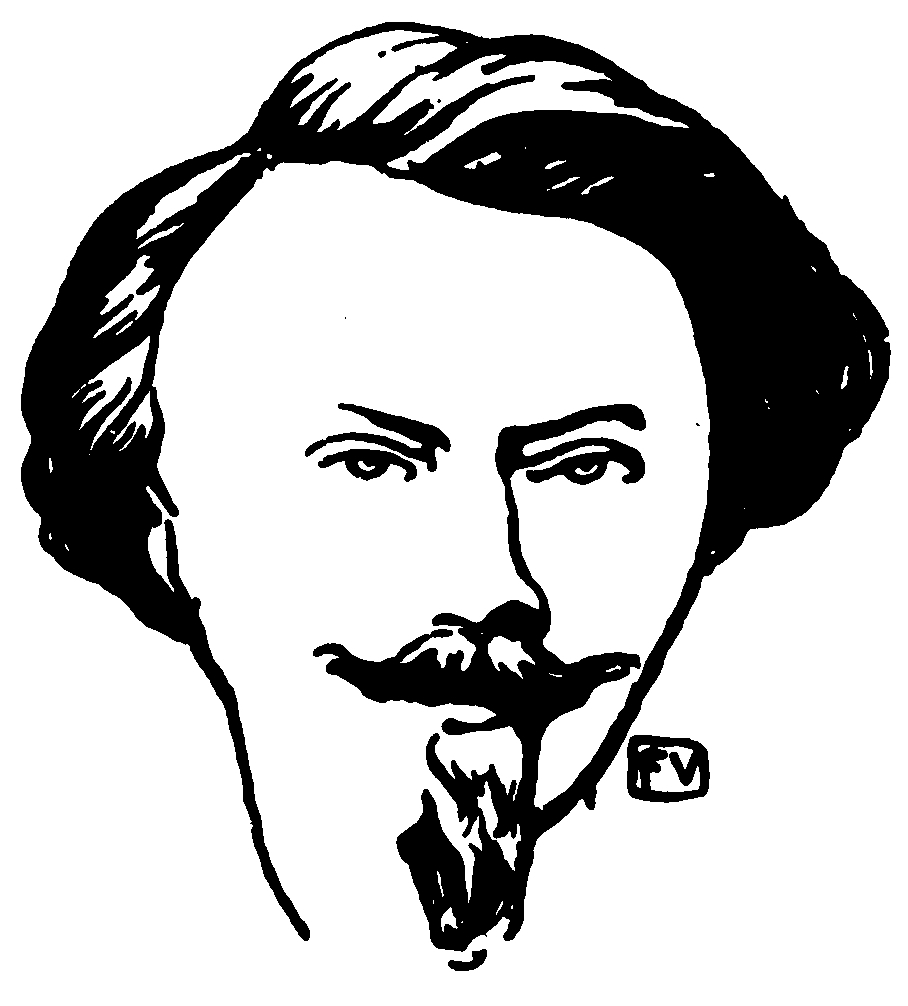
Portrait de Villiers de l'Isle-Adam
par Félix Vallotton
paru dans Le Livre des masques
de Remy de Gourmont (1898).

### Éditions des œuvres complètes
- Œuvres complètes, édition en 9 volumes, Mercure de France, Paris, 1922-1928
- Œuvres complètes, édition en 11 volumes, Slatkine reprints, Genève, 1970
- Œuvres complètes, édition établie par Alan Raitt et Pierre-Georges Castex, avec la coll. de Jean-Marie Bellefroid, Gallimard, Bibliothèque de la Pléiade, 2 tomes, 1986.

### Contes et romans
- Isis (récit), 1862 ; édition récente : Ed. Ombres, coll. Petite Bibliothèque Ombres n° 61, novembre 1998 •  (ISBN 978-2-84142-024-7)
- Contes cruels (recueil de contes, récits et nouvelles, 1883), notamment Véra (1874) ; éditions récentes : Flammarion, coll. GF n° 340 - Littérature et civilisation, 382 pages, février 1980 •  (ISBN 978-2-08070-340-8) / Gallimard, coll. Folio classique, n° 1456, avril 1983 •  (ISBN 978-2-07037-456-4)
- Le Secret de l'échafaud (nouvelle), 1883
- L'Ève future (roman), M. de Brunhoff, Éditeur, Ancienne Maison Monnier, de Brunhoff, et Cie, Paris, 1886 ; éditions récentes : L'Âge d'Homme, coll. Romantiques, 2ème trimestre 1979 / Flammarion, coll. GF n° 704 - Littérature et civilisation, 382 pages, 1992 •  (ISBN 978-2-08070-704-8) / Gallimard, coll. Gallimard Éducation, 1993 •  (ISBN 978-2-07038-739-7)
- L'Amour suprême (recueil de contes), 1886
- Tribulat Bonhomet (recueil de contes), Tresse et Stock, Paris, 1887 ; édition récente : Librairie José Corti, Paris, 1977
- Nouveaux contes cruels (recueil de contes), 1888 ; édition récente : Librairie José Corti, Paris, 1977
- Histoires insolites (recueil de contes), Librairie moderne, Paris, 1888 ; édition récente : 1 vol., (286 p.), Gallimard, Paris, 2020
- Chez les passants (recueil posthume de fantaisies, pamphlets et souvenirs), Comptoir d'édition, Paris, 1890
- Propos d'Au-delà (recueil posthume de textes), Calmann Lévy, 1893
- Reliques (recueil posthume), textes inédits, réunis et présentés par Pierre-Georges Castex, 99 pages, Librairie José Corti, Paris, 1954,
- Nouvelles Reliques (recueil posthume), textes inédits, réunis et présentés par Pierre-Georges Castex, Librairie José Corti, Paris, 1968

### Théâtre
- Morgane, drame en 5 actes et en prose, 1860 [27] • édité en 1 vol. (231 p.) chez Chamuel, Paris, 1894
- Elën, 1865
- La Révolte, 1870
- Le Nouveau Monde, drame en 5 actes, en prose, couronné au concours institué en l'honneur du centenaire de la proclamation de l'indépendance des États-Unis, 1 vol. (190 pages), Richard, Paris, 1880
- Axël, 1890, posthume
- L'Évasion, 1890, posthume
- Le Prétendant (version définitive de Morgane), 1965, posthume

### Poésie
- Deux essais de poésie, 1858
- Premières poésies, 1859 • Édition posthume : Mercure de France, Paris, 1929

Auteur du texte : Auguste de Villiers de L'Isle-Adam (1838-1889)
- Sonnet, Fata Morgana, 1990

## Musique

### Composition
- La Mort des Amants, pour voix et piano, sur un texte de Charles Baudelaire[28]

### Adaptations musicales
- Auguste Coédès, La Rencontre de Faust, édition G. Hartmann, Paris, 1877
- Auguste Coédès, Il fait aimer, extrait de « Six Mélodies » pour chant et piano, édition H. L. D'Aubel, Paris
- Henri Carré (1848-1925), Honneur et Patrie, scène dramatique, édition L. Bathlot, Paris, 1885
- Victor Loret (1859-1946), Guitare ! Duo pour ténor et baryton, édition Loret fils, Paris, 1888
- Albert Van den Bossche (18..-19..), Les Présents, édition Enoch frères et Costallat, Paris, 1890
- Pierre de Bréville, Hymne à Vénus, duo ou chœur à deux voix de femmes en mode phrygien, édition Bruneau et Cie, Paris, 1890
- Alfred Herlé (1863-1907), L'Aveu ! édition H. Tellier, Paris, 1892
- Ernest Chausson, L'Aveu, Op 13 n°3 pour soprano ou ténor et piano, édition J. Hamelle, Paris
- Alexandre Georges, Aubade, 2 versions (1. pour ténor, 2. pour baryton), édition E. Baudoux, Paris, 1894
- Alexandre Georges, Chanson de reître ! édition E. Baudoux, Paris, 1894
- Alexandre Georges, Axël édition E. Baudoux, Paris, 1894
- Léon Boëllmann, Conte d'amour, Op 26, édition E. Baudoux, Paris, 1896
- Gabriel Fauré, Les Présents (Mélodie pour ténor ou soprano avec accompagnement de piano) et Nocturne, Op 43 n°2 et Op 46 n°1, extrait des "Vingt mélodie (2e recueil)", édition J. Hamelle, Paris, 1897
- Sebastian Benson Schlesinger (1837-1917), Les Présents, Op 74 n°7, édition A Quinzard, Paris, 1900
- Louis Brisset (1872-1939), Sérénade pour guitare (I), Chanson : Faust à Marguerite (II) et Aux jardins idéales (III), édition A Joanin, Paris, 1909
- Louis Vierne, Trois mélodies « Adieu ! » pour chant et piano, édition P Pégat, Paris, 1910
- Robert Montfort (18..-1941), Trois Poèmes dont « Les Présents », Paris, 1912
- Pierre de Bréville, Hymne à Vénus en mode phrygien, édition Rouart, Lerolle et Cie, Paris, 1913
- Charles Koechlin, Hymne à Vénus, Op 68 n°1, Mélodie chant et piano, 1918
- Emile Nerini (1882-1967), Les Présents, édition René Gilles, Paris, 1927
- Emile Nerini, Nuitamment, pour chant et piano, édition René Gilles, Paris
- Luigi Dallapiccola, « Aria in tre strofe » La canzone dei pezzenti, édition Richard-Masse, Paris, 1947
- Luigi Dallapiccola, Il prigioniero, un prologo e un atto, (Le Prisonnier) opéra en un prologue et un acte d'après La torture par l'espérance, un des Contes cruels, édition S. Zerboni, Milano, 1949
- Serge Nigg, Visage d'Axël, éditions Jobert, Paris, 1967
- Robert Caby, Eblouissement, 11 poètes français du XVIII et XIXe siècles. 22 mélodies pour une voix et piano, 2 duos pour soprano et mezzo-soprano avec accompagnement de piano, une pièce pour baryton, chœur d'hommes et piano, une pièce pour chœur (SATB), 2 voix solistes et réduction d'orchestre au piano. Sur des textes de Gentil Bernard, Jacques Cazotte, Marceline Desbordes-Valmore, Victor Hugo, Gérard de Nerval, Alfred de Musset, Charles Baudelaire, Jules Verne, Villiers de l'Isle-Adam et André Gide), édition AARC, Paris,1994